# Army Men: Sarge's Heroes
Army Men: Sarge's Heroes là trò chơi điện tử thuộc thể loại bắn súng góc nhìn thứ ba của dòng Army Men do hãng The 3DO Company đồng phát triển và phát hành cho các hệ máy Windows, Nintendo 64, Dreamcast và PlayStation. Nội dung chủ yếu nói về Sarge, một viên trung sĩ trong quân Green trong suốt cuộc hành trình chiến đấu chống lại tên tướng xấu xa Plastro và các thành viên của quân Tan. Cả hai phe đều được đặt tên dựa theo màu sắc thông thường của lính nhựa. Cốt truyện của game hơi u tối, một phần vì các vụ giết chóc của Tướng Plastro. Game có phần tiếp theo là Army Men: Sarge's Heroes 2 được phát hành cho Game Boy Color, Nintendo 64, PlayStation và PlayStation 2 vào năm 2000.

## Cốt truyện
Người chơi trong vai Sarge, nhân vật chính trong nhiều phiên bản của loạt game Army Men, trải qua một vài màn chơi rồi hoàn thành nhiệm vụ, tiêu diệt quân thù, phá hủy xe cộ và giải cứu người bị nạn. Cốt truyện bắt đầu khi quân Tan xâm chiếm căn cứ quân sự của phe Green. Sarge vội tới cứu Đại tá Grimm và họ kịp thời được trực thăng sơ tán khỏi căn cứ ngay lập tức. Trong game, Sarge phát hiện ra các cổng dịch chuyển dẫn từ "thế giới nhựa" đến "thế giới thực". Quân Tan đã lấy được thứ "vũ khí hủy diệt hàng loạt" từ "thế giới thực" (đồ chơi và các vật thể bình thường, tức là kính lúp). Xuyên suốt game, Sarge lần lượt giải cứu từng thành viên trong biệt đội Bravo của mình. Đôi lúc họ đột nhập vào trong căn cứ phe Tan và những lần khác thì đích thân Sarge phải đi qua các cổng dịch chuyển để giải cứu đồng đội từ "thế giới thực". Để tránh quân Green bị tận diệt, Sarge buộc phải phá hủy các cổng dịch chuyển và ngăn chặn âm mưu hiểm độc của Plastro.

## Lối chơi

Ảnh chụp màn hình cảnh nhân vật chính quân Green đang giao chiến với quân Tan trong game.

Sarge's Heroes có hai chế độ dành cho phần chơi đơn là phần chiến dịch (Campaign) và phần huấn luyện (Boot Camp). Campaign là phần chơi chính trong game và Boot Camp là màn huấn luyện dùng để hướng dẫn người chơi cách điều khiển. Boot Camp bao gồm các khu vực huấn luyện sử dụng tất cả các loại vũ khí, các chướng ngại vật và một "khóa học bắn đạn thật" mà Sarge có thể bị bắn hạ bất cứ lúc nào. Mục chơi nhiều người của game chỉ từ 2-4 người chơi (trong khi bản PlayStation và PC chỉ có hai người chơi), trong phần chơi này thì người chơi chọn nhân vật, phe phái và độ khó của họ, rồi tiếp theo chọn màn chơi. Theo đó thì các bên phải chiến đấu cho đến khi chết đủ số theo như sắp đặt ban đầu thì mới giành được chiến thắng.
Game có các biến thể trên 13 loại vũ khí trang bị cho người chơi, hầu hết trong số đó yêu cầu giải cứu lính biệt kích, mỗi người có một bộ vũ khí riêng: súng trường M16, M60 cỡ nòng 50, súng bắn tỉa có ống ngắm để phóng to, súng ngắn, lựu đạn, súng phóng lựu, C-4, súng phun lửa, súng phóng pháo, bazooka, súng cối, thuốc nổ đeo túi và máy dò mìn. Vũ khí bổ sung thu thập được sẽ được lấy ra khỏi kho đồ của người chơi khi vào thế giới tiếp theo. Thông qua các mục tiêu đơn giản, chế độ Boot Camp, diễn ra trên một bãi tập, dạy người chơi cách đứng trên bệ, sử dụng vũ khí và đẩy cần gạt xuống. 
Một số nhiệm vụ trong game mà người chơi chỉ có thể hoàn thành bằng một số loại trang bị nhất định; lính trên đỉnh núi chỉ bị súng bắn tỉa bắn chết và lính trong boongke chỉ bị lựu đạn hạ gục. Ngoài ra, một số vùng đất chứa đầy mìn ẩn phải dùng máy quét mìn mới phát hiện ra được. Các kịch bản khác cho phép nhiều lựa chọn vũ khí để tiêu diệt quân địch hơn. Ví dụ, khi người chơi phá hủy một chiếc xe tăng, sẽ lâu hơn nhưng an toàn hơn khi đặt mìn xung quanh rồi kích hoạt chúng bằng cách ném lựu đạn, thay vì trực tiếp phá hủy bằng bazooka, vì nếu bắn trượt, lính lái xe tăng bên địch có thể chú ý đến nhân vật chính. Tất cả vũ khí ngoài súng trường M16 mặc định sẽ không còn trong túi của lính nếu người chơi để mất một mạng.
Bên cạnh đó, phiên bản Dreamcast của Sarge's Heroes có sự khác biệt từ các phiên bản PlayStation, Nintendo 64 và Windows. Game do hãng khác phát triển là Saffire và Midway phát hành. Bằng cách nhập đoạn mã "SFFRMV" trong phiên bản Dreamcast, người chơi có thể xem một đoạn phim ngắn "Making Of" (quy trình thiết kế game). Nó còn chứa rất nhiều nhân vật phụ như một chú thỏ bông màu hồng, một cô bé, một bộ xương cũng như khuôn mặt của nhiều nhà phát triển game.

## Bối cảnh
Vào cuối thập niên 1990, sau sự thất bại của máy chơi game 3DO Interactive Multiplayer, The 3DO Company đã chuyển sang phát triển và chỉ phát hành phần mềm. Động thái này bắt đầu với tựa game nhiều người chơi BattleTanx trên Nintendo 64 và game PC chiến thuật Army Men (dựa trên những người lính đồ chơi bằng nhựa màu xanh lá cây cùng tên), cả hai đều được những nhóm riêng biệt phát triển, rồi phát hành cùng thời điểm vào năm 1998 và lọt vào top mười bảng xếp hạng doanh số. The 3DO Company chịu ảnh hưởng từ thành công này để tạo ra nhiều phiên bản Army Men hơn nữa, với các nhà sản xuất và đội ngũ sáng tạo của công ty đã hình thành nên nhiều phong cách chơi khác nhau, chẳng hạn như không chiến (Army Men: Air Attack) và chiến lược chiến tranh (Army Men: World War).
Điều này đã tạo ra một thương hiệu trị giá hàng triệu đô la. Theo cánh nhà báo của Game Informer phân tích, thương hiệu này đã tận dụng sự hồi sinh đầy hoài niệm của những món đồ chơi mà người lớn từng chơi, như những người lính quân đội cũng như Mr. Potato Head và Slinky Dog, do một bộ phim có sự góp mặt của họ là Toy Story (1995). Nhà sáng lập 3DO Trip Hawkins, Dean Austin của IGN và Will Johnston của PlayStation Pro cho rằng thành công thương mại liên tục của loạt game này là nhờ vào nhóm nhân khẩu học của người tiêu dùng trò chơi điện tử, chủ yếu là nam giới, nhờ có kỷ niệm đẹp khi chơi với những chú lính nhựa màu xanh lá cây.
Trước Army Men: Sarge's Heroes, loạt game này đã bao phủ nhiều thể loại và nền tảng với hai tựa game chiến thuật, phiên bản đầu tiên và phần tiếp theo Army Men II (1999) đều được phát hành cho PC và Game Boy Color, và một game bắn súng góc nhìn thứ ba trên PlayStation là Army Men 3D (1999). Joe Fielder của GameSpot viết rằng Army Men 3D, phần đầu tiên trên console của loạt game này, "thiếu nhiều sự trau chuốt nhưng có đủ chiều sâu khiến bạn hy vọng vào phần tiếp theo, dù phần tiếp theo được cải thiện nhiều rồi".

## Đón nhận
Mặc dù Mendheim, hai thập kỷ sau, nhớ lại các bài đánh giá đương thời về Army Men: Sarge's Heroes là "tạm ổn", nhưng tổng hợp điểm đánh giá chuyên môn lại vẽ nên một bức tranh trung bình hơn.:79 Trên GameRankings, xếp hạng trung bình của các phiên bản của trò chơi dao động từ 49% đến 62%. Sự đồng thuận là nó tốt hơn nhiều về mặt khái niệm so với thực hiện, một trò chơi hành động vui nhộn, hài hước và đầy hứa hẹn về cốt lõi bị làm hỏng bởi các vấn đề liên quan đến hình ảnh và khía cạnh kỹ thuật. Đánh giá từ tờ Next Generation và GamePro cho thấy nó rất thú vị nếu những lỗi nghiêm trọng có thể được chấp nhận. Khuyến nghị chung là nên thuê.
Một phần của khái niệm quyến rũ giới phê bình chính là cốt truyện, nhân vật, sự hài hước, bản chất kỳ quặc và những món đồ chơi nhỏ đánh nhau trong không gian khổng lồ ngoài đời thực. Những món đồ chơi xen kẽ giữa cả hai vũ trụ đã khiến Dean Austin của IGN và John Davison của Electronic Gaming Monthly (EGM) thích thú vì có tham vọng khác thường đối với kỷ nguyên trò chơi điện tử đương đại, và Jess Bickham của N64 Magazine coi đó là sự kết hợp "đầy cảm hứng" giữa GoldenEye và loạt game Micro Machines (1991–2017). Andy Mahood  của CNET Gamecenter đánh giá cao tựa game này vì sự kết hợp giữa các tình huống thực tế và kỳ ảo, và đồng sáng lập kiêm nhà phê bình của IGN là Douglass C. Perry lưu ý đến sự đóng góp của trò chơi vào sự đa dạng của dòng game này.
Theo ký ức từ Tom Chick của CNET Gamecenter, những lần duy nhất khác mà một nhân vật có kích thước đồ chơi có thể chơi được trong bối cảnh rộng lớn được thử nghiệm là trong một vài bản đồ của game PC, chẳng hạn như thư viện trong chế độ deathmatch của Sin (1998) và và bản đồ DMBreakfast của Unreal (1998). Một số nhà phê bình từng đặt câu hỏi về các quy tắc vật lý của thế giới game này. Crispin Boyer của EGM đã bối rối khi nước giết chết những người lính, trong khi Jules Grant của The Electric Playground tự hỏi làm thế nào một người lính có thể tiêu diệt cả một chiếc xe tăng lớn chỉ bằng cách bắn một khẩu súng phóng lựu từ phía sau mà không bị thiệt hại trong quá trình này.
Miguel Lopez của The Electric Playground gọi Army Men: Sarge's Heroes là "trò tra tấn không tinh tế" để chơi, trong khi Shawn Sackenheim của AllGame giải thích "cảm giác hồi hộp rẻ tiền" trong màn chơi huấn luyện là trò vui nhất. Một số người chỉ trích lối chơi là đơn điệu, liên tục bắn và quét sạch quân địch và xe tăng bằng cùng một bộ vũ khí và không có sự thay đổi nào so với công thức tìm một cá nhân hoặc vật thể rồi phá hủy một cá nhân hoặc vật thể khác. Boyer viết, độ chính xác hoàn hảo của chế độ ngắm tự động khiến cho quá trình tiến triển trong game trở nên "vô nghĩa", với sự khó chịu thỉnh thoảng từ cái chết đột ngột của một tên lính phe địch bất ngờ xuất hiện giữa đường. Tuy nhiên, lời khen ngợi đã được dành cho các nhiệm vụ vì vui nhộn, dài dòng và đa dạng, với "những nút thắt cốt truyện đầy thú vị và sáng tạo" như Mahood vui mừng. Tuy nhiên, Grant giải thích rằng sự đa dạng này còn nhỏ, và Georg của Mega Fun nghĩ rằng nó không đủ tạo nên trải nghiệm chung đủ sâu sắc.